# PT-76
El PT-76 es un carro de combate ligero con capacidad anfíbia, desarrollado por N. Shashmurin y Zh. Y. Kotin en la Planta de Tractores de Volgogrado, su construcción tuvo lugar entre los años de 1953 a 1969.
Su gran capacidad de vadeo en corrientes poco profundas le han hecho aún hoy día un blindado muy válido para las guerras actuales.

## Historia
Diseñado desde 1951, bajo la dirección de N. Shashmurin en la Planta de tractores de Volgograd, se quería con este diseño el dar a las tropas soviéticas un blindado con grandes capacidades de vadeo en corrientes y cauces de agua poco profundos, un vehículo para el combate de tropas bien protegido y que requiriese de poca preparación para su inmersión en el agua, cosas que se lograron, a costo de un muy bajo y delgado blindaje.
Su producción en serie se inicia en 1953, y se construyeron cerca de 12 000 unidades en su era de producción, que se terminó en 1969, ante las mejoras en los carros de combate pesados y sus sistemas de inmersión y vadeo.

## Características
El vehículo anfibio PT-76 surge para dotar a las unidades de desembarco soviéticas de un blindado capaz de efectuar operaciones anfibias, al poder desplegar una razonable potencia de fuego y una alta protección blindada. El carro presenta excelentes condiciones anfibias, inclusive en mar de leva, y es capaz de realizar disparos de su cañón principal en su flotación. Algunas versiones están equipadas con el cañón D-56 de calibre 76,2 mm, desarrollado a partir de uno de los cañones antitanque de la Segunda Guerra Mundial, lo que le daba una razonable potencia de fuego. A pesar de esto, era un carro muy mal protegido (siendo muy parecido al Sheridan estadounidense), pudiendo ser incluso penetrado por los disparos de ametralladoras pesadas en algunas zonas de su casco, además es bastante lento dada su precaria motorización en las versiones iniciales; problema corregido con un motor de mayor fuerza posteriormente. Pero a pesar de estas carencias, se destacaba por ser un todo terreno, ya que podía pasar por todos los sitios en los que fuera desplegado.

## Conflictos en los que participa
Pudiendo cruzar ríos, pantanos, arrozales, desiertos, operar a altas temperaturas; como la de los desiertos de Asia central y otra clase de obstáculos, este vehículo se mostró ideal para la geografía de Vietnam, guerra que le supuso su bautismo de fuego mayor.
En ella, las tácticas de movilidad en la selva del ejército norvietnamita mostraron ser muy ineficaces, dado al alto poder de fuego de los M41 Walker Bulldog y M24 Chaffee estadounidenses, los tanquistas vietnamitas debían de improvisar medidas en medio del combate, eso si; apoyados por amplios números de infantería lograban derrotar en cuanto encuentro se hallaban, pero; dados los factores de la inexperiencia de las tripulaciones de blindados norvietnamitas y la baja logística, las bajas de dichos equipos fueron por momentos ruinosas y cuantiosas.
Ante este panorama, los soviéticos deciden el adaptar en sus unidades en servicio misiles con capacidad antiblindaje en la torreta de este blindado, con excelentes resultados, y aparte; le otorgaban cierta capacidad "interesante" de actuar a dichos acorazados como cazacarros de bajo costo. Una solución ampliamente adquirida por países con pocos recursos para su gasto militar y que estuvieren involucrados en conflictos internos.

## Operadores

### Actuales

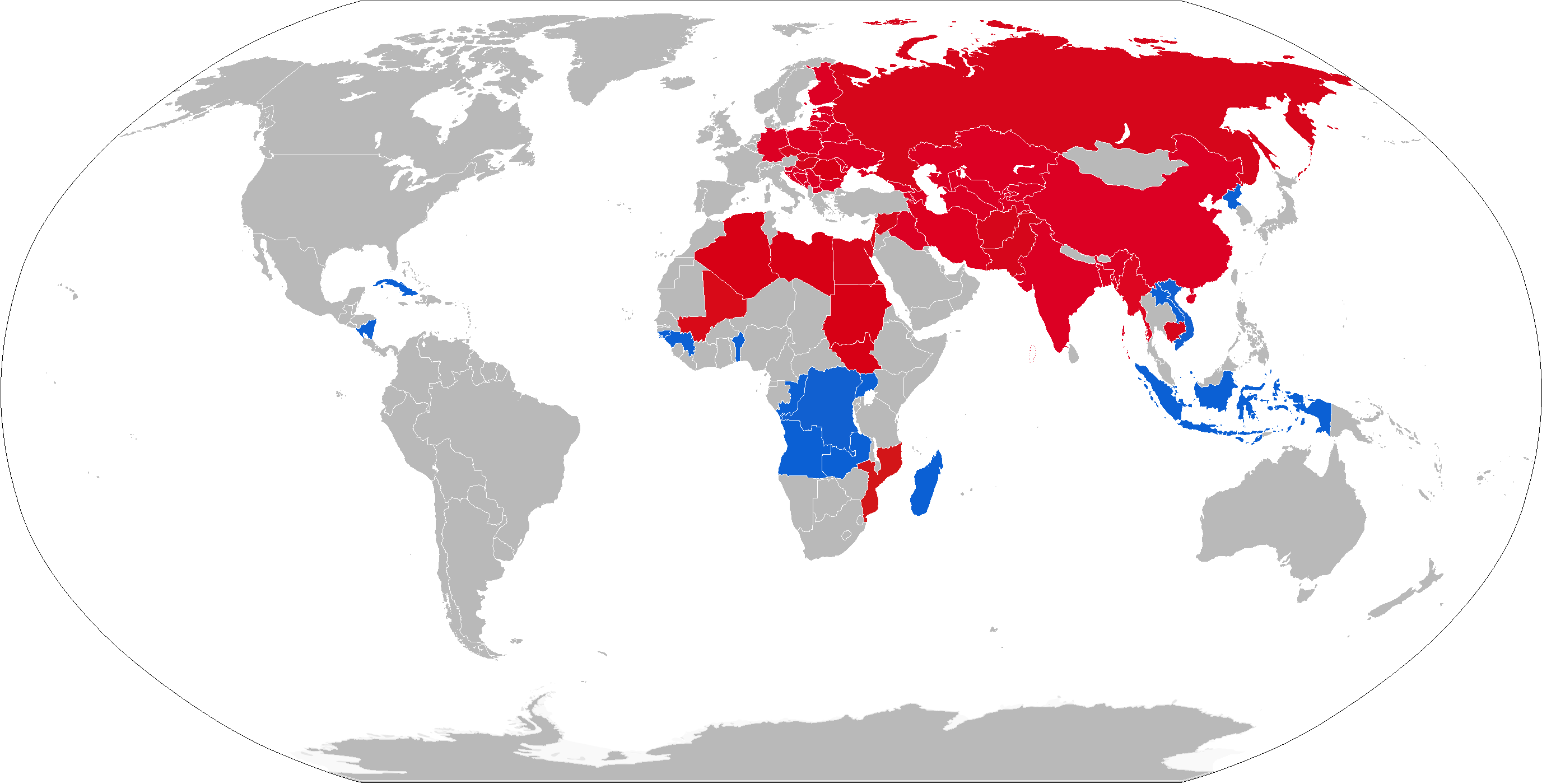
Operadores iniciales del PT-76.
Anteriores operadores.

- Rusia - 200 en servicio en el 1995, 1,100 en el 1996, 150 en los años 2000, 2003, 2005 y 2008. Al momento se sabe de tan solo 79 PT-76 en servicio, 78 de los cuales actualmente son usados en la Infantería Naval rusa, 1 de estos está en una base de reparación de tanques.[1][2]
- Afganistán - 50 pedidos en 1958 a la Unión Soviética y entregados entre 1959 a 1961.[3] 60 en servicio para 1996.[1][4]
- Albania - 150 Unidades.[1]
- Angola - 68 pedidos en 1958 a la Unión Soviética y entregados en 1975 (dichos vehículos estaban en servicio soviético previamente). 12 estaban en activo en 1996 y actualmente estos mismos siguen en servicio.[1][5]
- Benín - 20 pedidos en 1981 a la Unión Soviética (dichos vehículos estaban en servicio soviético previamente, de segunda mano). 20 en servicio para el año 1996.[1]
- Camboya - 10 pedidos en 1983 a la Unión Soviética y entregados el mismo año (dichos vehículos estaban en servicio soviético previamente). 10 pedidos en 1988 a la Unión Soviética y entregados en el año de 1989 como una ayuda militar (dichos vehículos estaban en servicio soviético previamente).[1]
- Camerún - El Ejército de Camerún adquiere entre 50 a 100 unidades a Rusia. 32 han sido entregados en junio del año 2011. Actualmente todos están en servicio.[1]
- Corea del Norte - 100 pedidos en 1965 a la Unión Soviética y entregados entre 1966 y 1967. 100 en servicio para 1985, 600 para 1990, 550 par 1995, 300 para 1996, 550 para 2000, 400 para 2002 y más de 560 pare el año 2005.[1][6] Corea del Norte a su vez opera una cantidad de tanques anfíbios ligeros PT-85.[6]
- Cuba - 60 pedidos en 1970 a la Unión Soviética y entregados entre los años de 1971 a 1973. 50 en servicio con la infantería de marina en el año de 1996.[4] De estos 60, 6 han sido destruidos en el conflicto de Angola y 4 se han hundido para crear barreras de coral artificiales.[1]
- Egipto - 50 pedidos en 1965 a la Unión Soviética y entregados en el año de 1966. 200 pedidos en 1970 a la Unión Soviética y entregados entre los años de 1971 a 1973 (dichos vehículos estaban en servicio soviético previamente).[1]
- Guinea - 20 pedidos en 1977 a la Unión Soviética y entregados en el año de 1977 (son vehículos de segunda mano). 18 en servicio en el año de 1996.[1]
- Guinea-Bisáu - 20 pedidos en 1978 a la Unión Soviética y entregados en el año de 1979 (son vehículos de segunda mano).[1]
- Hungría - 100 pedidos en 1957 a la Unión Soviética y entregados entre 1959 y 1960.[1]
- Indonesia - Usados por el Cuerpo de Infantería de Marina de Indonesia. 50 PT-76B pedidos en 1962 a la Unión Soviética y entregados en 1964. 60 PT-76B estaban en servicio para 1996. En su pico de destacamento llegaron a las 170 unidades del PT-76B en servicio. Actualmente tan solo 30 PT-76B se encuentran en servicio.[7]
- Israel - Capturados a las tropas de Siria y Egipto en números abundantes, dichos PT-76 se obtuvieron durante la guerra de los Seis Días de 1967.[4]
- Laos - 30 en 1996. Actualmente cuenta con 25 en serviceio.[1]
- Madagascar - 12 ordenados en 1983 a la Unión Soviética y entregados en 1983 (dichos vehículos estaban en servicio soviético anteriormente). En la actualidad hay 32 en servicio.[1]
- Mali - Un batallón equipado con una mezcla de PT-76 y de Tipo 62.[1]
- Mozambique - 16 vehículos.[1]
- Nicaragua - 22 pedidos en 1983 a la Unión Soviética y entregados en 1984 (los vehículos estaban antes en el servicio soviético).[1] Actualmente hay 10 en servicio.
- Pakistán -[8] 32 pedidos en 1968 y adquiridos a Indonesia, se entregaron entre 1969 y 1970 (dichos blindados son de segunda mano).[1]
- República del Congo - 3 pedidos en 1971 a la Unión Soviética y entregados en el año de 1972 (dichos vehículos estaban en servicio soviético previamente, es decir; son de segunda mano).[1]
- Serbia - 5 unidades.[1]
- Siria - 80 ordenados en 1971 a la Unión Soviética y entregados entre 1972 y 1973 (dichos vehículos estaban en servicio soviético previamente, es decir; son de segunda mano).[3] 100 en servicio para 1996.[1]
- Uganda - 50 ordenados en 1973 a la Unión Soviética y entregados entre 1974 y 1975 (dichos vehículos estaban en servicio soviético previamente). Actualmente hay 20 en servicio.[1]
- Vietnam -[8][9] 500 en servicio para 1996.[4] Actualmente hay 300 en servicio. Vietnam a su vez dispone de una cantidad de PT-85 norcoreanos.
- Zambia -  50 ordenados en 1983 a la Unión Soviética y entregados en 1984 (dichos vehículos estaban en servicio soviético previamente, es decir; son de segunda mano).[1] Actualmente hay 30 unidades en servicio activo.

### Anteriores

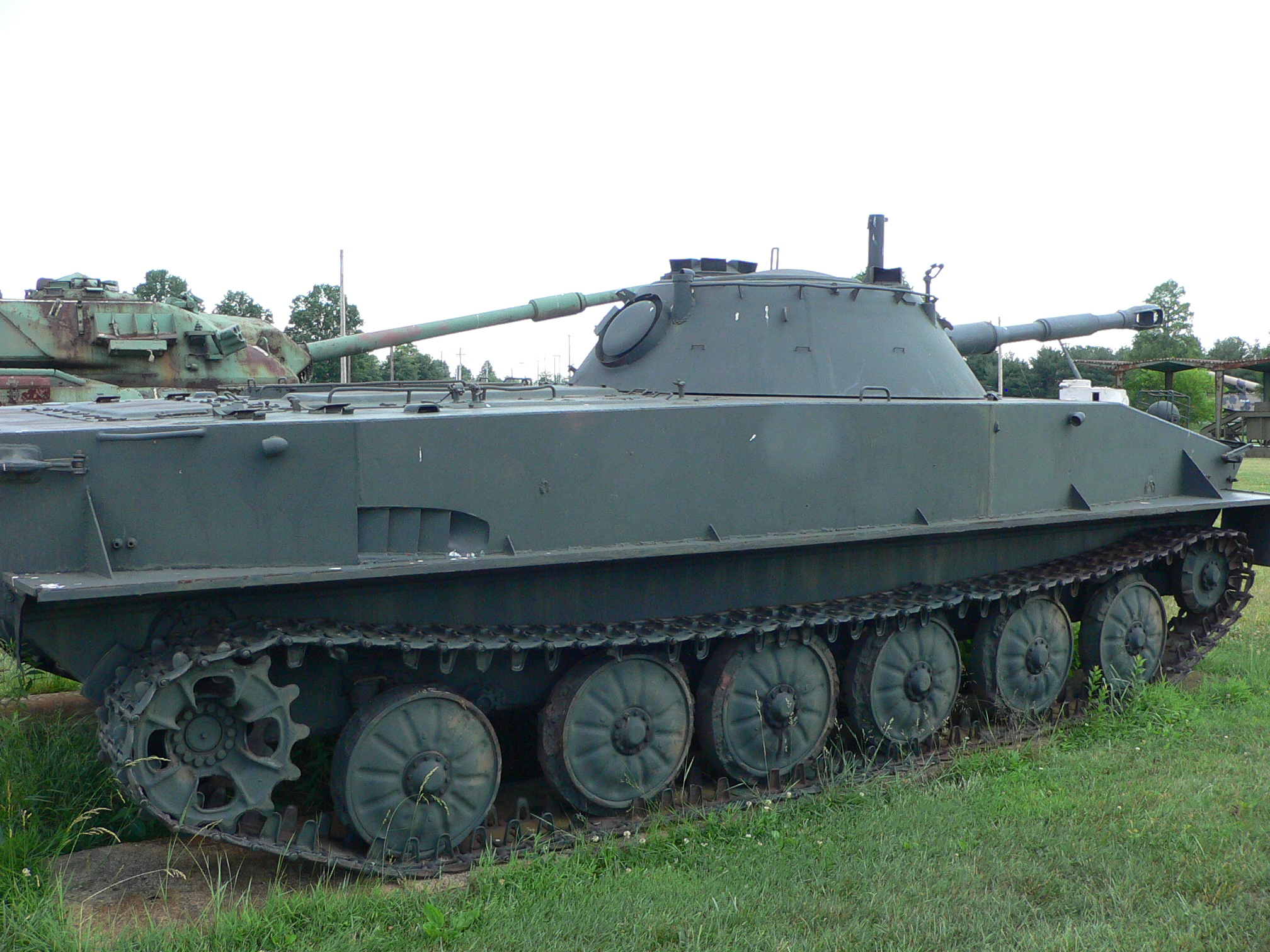
Un PT-76 en el Museo de Ordenanzas del Ejército de los Estados Unidos (Campo de Pruebas de tiro de Aberdeen Proving, MD), en el 12 de junio de 2007.

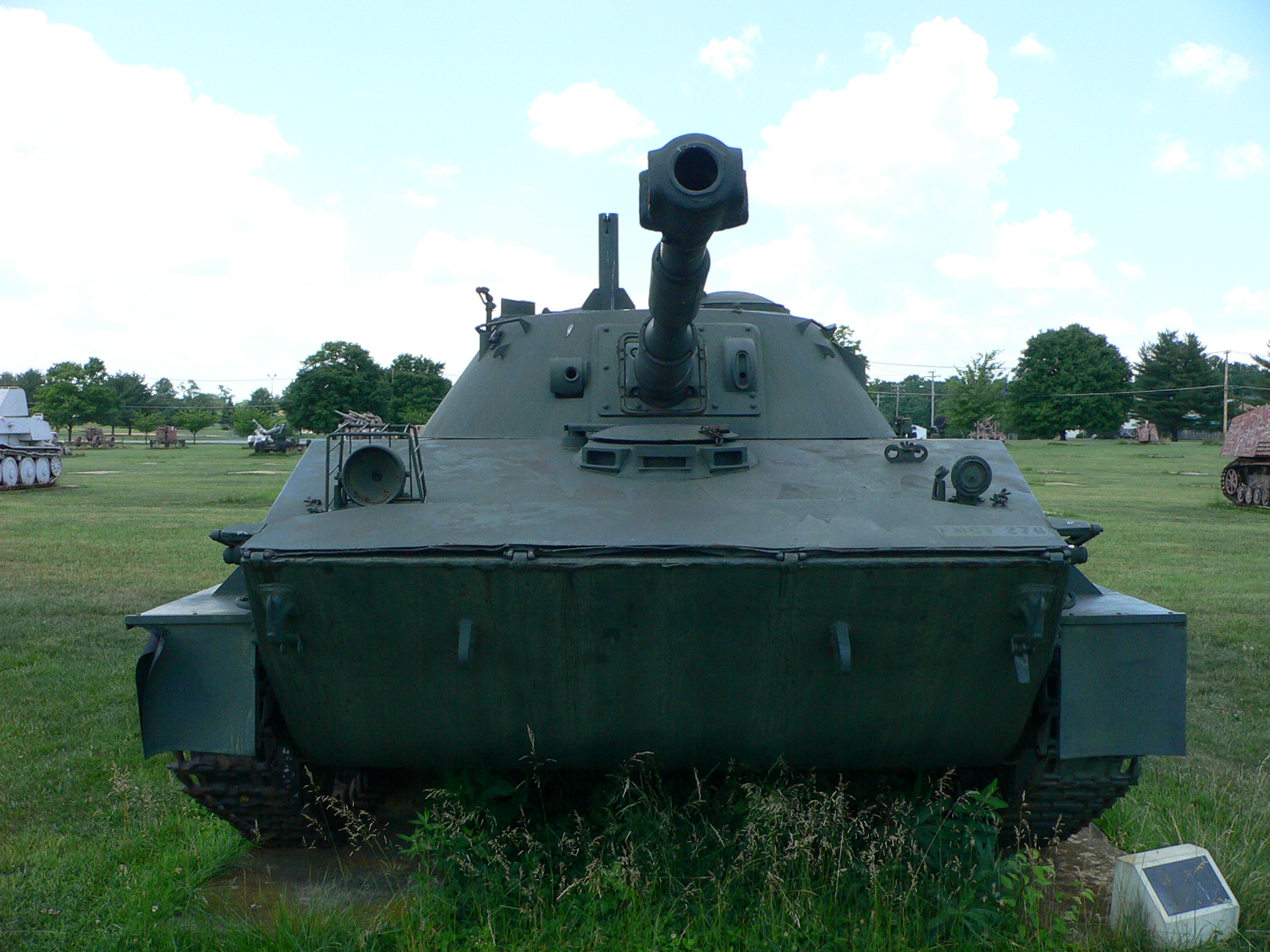
Vista frontal de un PT-76 en el Museo de Ordenanzas del Ejército de los Estados Unidos (Campo de Pruebas de tiro de Aberdeen Proving, MD), en el 12 de junio de 2007.

- Unión Soviética - Cerca de 12 000 producidos (con unas 10 000 para el ejército soviético y cerca de 2000 para su exportación, sin contar las copias producidas bajo licencia).[10] 1000 en servicio en el año de 1990.[2] Cerca de 1113 estuvieron en el servicio soviético durante la disolución de la URSS. Algunos fueron cedidos a las naciones sucesoras, otras de las unidades fueron desmanteladas.
- Alemania - 170 pedidos en 1956 a la Unión Soviética y entregados entre 1957 y 1959. Los PT-76-2 y los PT-76B, pasaron tras la reunificación al Ejército unificado del Estado Alemán.
- República Democrática Alemana ·  Alemania - PT-76 Modelos PT-76-2 y PT-76B, retomados de los arsenales del NVA. Todos fueron desmantelados o vendidos a otras naciones.
- Bielorrusia -  8 estaban en servicio en 1995, y ya para el año 2000 no había ninguno en activo.[11]
- Bulgaria - 250 pedidos en 1959 a la Unión Soviética, y entregados entre 1960 y 1964. Retirados en su totalidad del servicio activo.[12]
- China - Diseñaron una copia a la que denominaron Tipo 60, pero se mostró poco satisfactoria en las pruebas de desempeño, y fue sustituida su introducción con un diseño local, el Tipo 63, basado en el T-55.
- Croacia - 1 en servicio en el año de 1998 y un total de 9 para el año 2003.[13] Todos le fueron capturados al JNA. Todos han sido chatarrizados.
- Finlandia - 15 pedidos en 1960 a la Unión Soviética y entregados en 1961.
- India - 178 ordenados en 1962 a la Unión Soviética y entregados entre 1964 y 1965. 100 estuvieron en servicio para los años de 1990 a 1995, 90 para el año de 1996, cerca de 90 para los años de 2000, 2002 y 2005 y cerca de 100 para el año de 2008.[14] Retirados en el año de 2009.[15]
- Irak - 45 pedidos en el año 1967 a la Unión Soviética y entregados entre 1968 a 1970 (probablemente dichos vehículos eran unidades en servicio soviético). 200 pedidos en el año 1983 a la Unión Soviética y entregados en el año de 1984 (probablemente dichos vehículos eran unidades en servicio soviético).[3] 100 en servicio activo en los años 1990, 1995, 2000 y 2002.[16] Estas unidades presumiblemente se perdieron en el curso de las guerras con los aliados, y las que quedaban en activo probablemente fueron chatarrizadas.
- Polonia - 300 pedidos en 1955 a la Unión Soviética y entregados entre 1957 a 1958.[3] 30 activos y en servicio en 1996.[4] Polonia operó ambas versiones del PT-76, el Modelo 2 y el PT-76B. Estos sirvieron en las subunidades de reconocimiento blindado en las brigadas de tanques y en las divisiones mecanizadas de la Defensa Costera, incluyendo a la 7.ª División de desembarco en Lusatia. Incluso se usó como base de la lanzadera de misiles tácticos FROG-5 "Luna" en su chasis como vehículo movilizador. Algunos fueron convertidos en vehículos de recuperación (WPT-76 ARV). Todos los blindados del dicho modelo o basados en su chasis fueron retirados del servicio activo.
- Ucrania - 50[17] Estos originalmente vinieron de la desintegración de la Unión Soviética. 5 en servicio activo para el año 1995, todas las unidades fueron retiradas ya en el año 2000.[18]
- Estados Unidos - El Ejército estadounidense usa a los PT-76 en sus existencias como vehículos agresores en los entrenamientos OPFOR.[9]
- Vietnam del Norte - 150 pedidos en 1964 a la Unión Soviética y entregados entre 1959 a 1960 (adicionalmente, dichos vehículos posiblemente estuvieron en servicio soviético). 100 pedidos en 1971 a la Unión Soviética y entregados entre 1971 a 1972 (adicionalmente, dichos vehículos posiblemente estuvieron en servicio soviético).[3] Pasados al Ejército reunificado de Vietnam.
- Yugoslavia -[8][9][4] 100 pedidos en 1962 a la Unión Soviética y entregados en 1963.[19]

### En evaluación
- Checoslovaquia - Adquiere y tan solo evalúa un ejemplar, pero declina en su aceptación al no cumplir con sus requerimientos.[20]